# Pitasoma cap-roig
El pitasoma cap-roig (Pittasoma rufopileatum) és una espècie d'ocell de la família dels conopofàgids (Conopophagidae).

## Hàbitat i distribució
Habita la selva pluvial, a les terres baixes del vessant del Pacífic fins als 1100 m a l'oest de Colòmbia i nord-oest de l'Equador.